# Distretto di Tut
Il distretto di Tut (in turco Tut ilçesi) è uno dei distretti della provincia di Adıyaman, in Turchia.